# Nowy Urengoi
Nowy Urengoi (russisch Но́вый Уренго́й) ist eine Großstadt in Russland mit 107.251 Einwohnern (Stand 2021). Sie liegt im Autonomen Kreis der Jamal-Nenzen im nördlichen Westsibirien am Pur-Zufluss Jewo-Jacha, etwa 450 km östlich der Kreishauptstadt Salechard. Als Produktionszentrum der größten Gasförderregion des Landes ist Nowy Urengoi die inoffizielle „Gashauptstadt“ Russlands.

## Geschichte

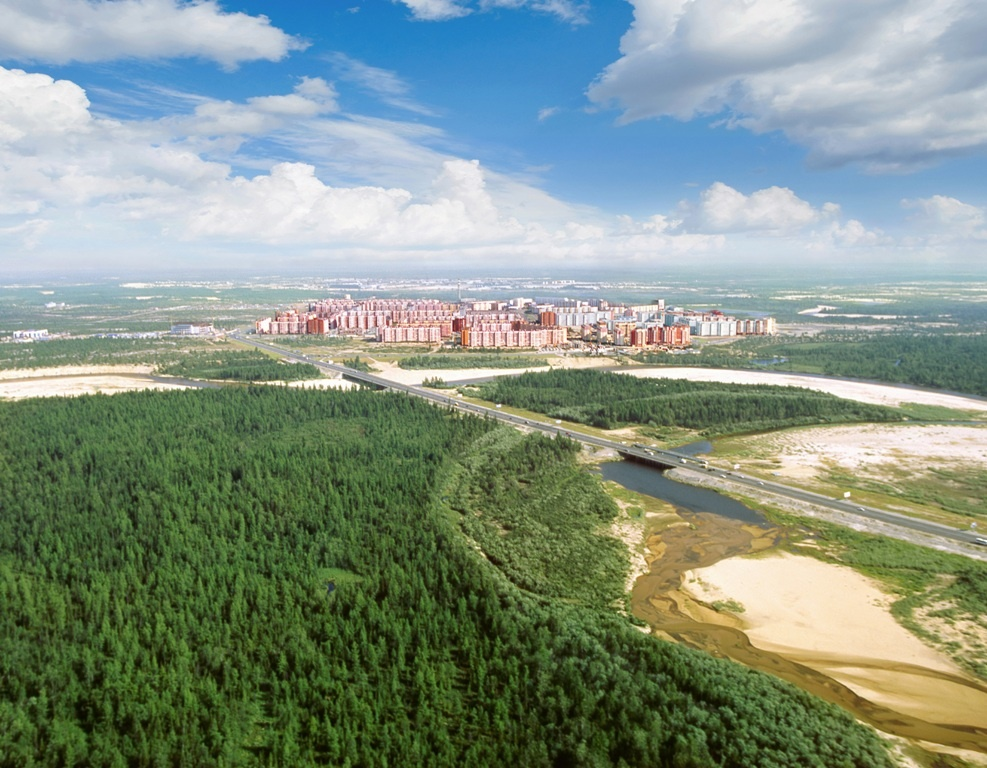

Vor der Gründung der Stadt gab es in der entlegenen Region nur einen kleinen Handelsposten namens Urengoi am Pur-Fluss. Zu Sowjetzeiten war diese Region Teil der Trasse der im Auftrag von Josef Stalin geplanten Polarkreiseisenbahn Salechard–Igarka in der subpolaren Tundra, mit dessen Bau 1949 begonnen wurde. Die Bahnstrecke wurde von Zehntausenden Menschen gebaut, von denen die meisten Gulag-Häftlinge waren. Die Trasse sollte am ehemaligen Handelsposten Urengoi vorbeiführen. Nach Stalins Tod wurden die Arbeiten jedoch eingeschränkt, und Anfang der 1960er Jahre wurde das Projekt ganz eingestellt. Die Baracken des verlassenen Gefangenenlagers der Bahnarbeiter sollten aber später noch von Nutzen sein, als Geologen 1966 die Region nach Öl- und Gasvorkommen absuchten und in den Baracken eine seismische Station aufbauten. Am 6. Juni 1966 bohrte das Team um den Geologen W. Polupanow die erste Explorationsbohrung im Erdgasfeld Urengoiskoje, welches sich als eines der größten Gasvorkommen der Welt herausstellen sollte, und den Grundstein für die spätere Stadt Nowy Urengoi legen sollte.
Nahe dem alten Dorf Urengoi (im Nenzischen wörtlich „abgelegen“, „verschlafen“; nach anderen Deutungen „Hohes Gras“ oder „Endlose Anhöhen“), etwa 80 km östlich der heutigen Stadt, entstand bereits Ende der 1960er-Jahre eine Arbeitersiedlung. Mit der Ausweitung der erschlossenen Gasvorkommen, welche die Unterbringung zahlreicher neuer Arbeiter erforderte, wurde im September 1973 zusätzlich eine neue sozialistische Modellstadt angelegt, die in Abgrenzung zur alten Arbeitersiedlung den Namen Nowy Urengoi, also „Neues Urengoi“, erhielt, und bereits in den ersten Jahren ein enormes Wachstum aufzeigen konnte. Innerhalb der ersten fünf Jahre nach Stadtgründung begann der kommerzielle Betrieb des Gasfeldes. 1975 wurde der städtische Flughafen eröffnet und ein Jahr später die erste Schule.
1980 wurde Nowy Urengoi, das inzwischen über 16.000 Einwohner zählte, der Stadtstatus verliehen. 1982 folgte der Anschluss an das russische Eisenbahnnetz und 1983 wurde die Gaspipeline Urengoi – Pomary – Uzhgorod fertiggestellt, über die seit 1984 Gas aus Urengoi nach Westeuropa fließt.  2004 wurden die städtischen Siedlungen Korottschajewo (russisch Коротча́ево) und Limbjajacha (Лимбяя́ха) eingemeindet, die beide etwa 70 km östlich am linken Ufer des Pur (in direkter Nähe des „alten“ Urengoi am jenseitigen Flussufer) liegen, dort wo ursprünglich die Polarkreiseisenbahn den Fluss hätte überqueren sollen (heute knickt die Bahnlinie Richtung Surgut nach Süden ab). Durch diese Eingemeindungen überschritt Nowy Urengoi die Grenze von 100.000 Einwohnern und wurde zur Großstadt. Das administrative Gebiet der Stadt erstreckt sich seitdem über 80 Kilometer.

### Bevölkerungsentwicklung
| Jahr | Einwohner |
| ---- | --------- |
| 1979 | 8.580     |
| 1989 | 93.235    |
| 2002 | 94.456    |
| 2010 | 104.107   |

Anmerkung: Volkszählungsdaten

## Wirtschaft und Verkehr
Als Zentrum eines der wichtigsten Erdgasfördergebiete Russlands gilt Nowy Urengoi heute inoffiziell als Hauptstadt der russischen Gasförderung. Die drei größten in Nowy Urengoi ansässigen Unternehmen sind die zum Konzern Gazprom gehörenden Gasförderunternehmen Urengoigasprom, Jamburggasdobytscha und Tjumenburgas, die zusammen fast 75 % der russischen Gasproduktion liefern.

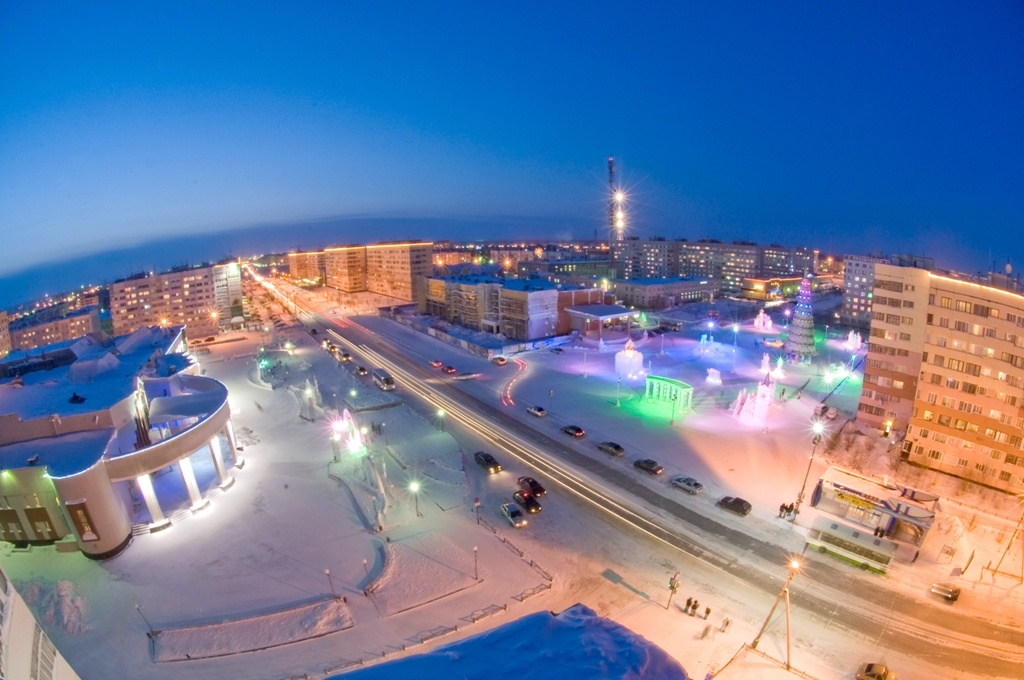
Eines der Wohnviertel

Die Stadt ist mit dem Auto von Surgut aus erreichbar. Von Nowy Urengoi aus startet außerdem die Straße nach Salechard über Nadym und die Verbindung nach Jamburg am Obbusen. Es gibt außerdem eine Eisenbahnverbindung über Surgut und Tobolsk nach Tjumen (von dort auch weiter nach Moskau), außerdem einen Flughafen. Im (alten) Urengoi, 80 km weiter östlich, existiert ein bedeutender Flusshafen am Pur, dessen Betreibergesellschaft in Nowy Urengoi ansässig ist. Der Transport des bei Nowy Urengoi geförderten Gases ins europäische Russland und nach Europa erfolgt über die Pipeline „Urengoi – Pomary [zwischen Kasan und Tscheboksary] – Uschhorod“.

## Sport
Die Volleyball-Männer und -Frauen von Fakel Nowy Urengoi spielen in der russischen Superliga.

## Söhne und Töchter der Stadt
- Oksana Sekerina (* 20. Jh.), Opern- und Konzertsängerin
- Gulnas Gubaidullina (* 1992), Pentathletin[2]